# Prodromo
Un prodromo,  o sintomo prodromico, è una manifestazione clinica non specifica che si presenta precedendo il quadro clinico tipico di una determinata malattia. L'insieme di tali segni e sintomi clinici rappresenta la cosiddetta sindrome prodromica.
Come esempi si possono citare l'affaticabilità e la cefalea per malattie cardiache, oppure anoressia e astenia per malattie infettive.
L'insieme di tali manifestazioni cliniche, anche se non specifiche della malattia che si sta sviluppando, può essere di aiuto nella diagnosi e nella prevenzione, anche con lo scopo di migliorare la prognosi mediante un rapido inquadramento clinico e una corretta e precoce impostazione di un regime terapeutico.